# Journal of Molecular and Cellular Cardiology
Das Journal of Molecular and Cellular Cardiology, abgekürzt J. Mol. Cell. Cardiol., ist eine wissenschaftliche Fachzeitschrift, die vom Elsevier-Verlag im Auftrag der International Society for Heart Research veröffentlicht wird. Die Zeitschrift erscheint derzeit zwölfmal im Jahr. Es werden Arbeiten veröffentlicht, die sich mit der Forschung zu den Mechanismen beschäftigen, die für normale Funktionen oder Erkrankungen des Herz-Kreislaufsystems verantwortlich sind.
Der Impact Factor lag im Jahr 2014 bei 4,655. Nach der Statistik des ISI Web of Knowledge wird das Journal mit diesem Impact Factor in der Kategorie Herzkreislaufsystem an 19. Stelle von 123 Zeitschriften und in der Kategorie Zellbiologie an 55. Stelle von 184 Zeitschriften geführt.